# Gäst i eget hus
Gäst i eget hus är en svensk dramafilm från 1957 i regi av Stig Olin.

## Om filmen
Filmen premiärvisades den 30 september 1957 på biografen Olympia i Stockholm. Inspelningen utfördes vid Sandrew-ateljéerna i Stockholm med exteriörer från Nordiska museet, Karolinska sjukhuset, Ekerö med flera platser runt Stockholm av Sven Nykvist. Filmen är den enda långfilm där Olin ensam har författat originalmanuset.

## Roller i urval
- Anita Björk – Eva Dahl
- Lars Ekborg – pojken Lannert
- Alf Kjellin – Age Dahl, Evas man, läkare
- Isa Quensel – fru Lannert, pojkens styvmor
- Holger Löwenadler – Fredrik Lannert, pojkens styvfar
- Monica Nielsen – Berit, pojkens fästmö
- Barbro Hiort af Ornäs – Lisen
- Claes Thelander – Sten, Lisens man, läkare
- Aino Taube – fru Breckner, pojkens riktiga mor
- Olav Riégo – husläkaren

## Musik i urval
- Än en gång kompositör och text Stig Olin, instrumental.